# Tola
Tola (urdu, av tula, "våg""), gammalt indisk viktmått, lika med 180 engelska grain, lika med 11,664 gram, som guld- och silvervikt, lika med 170 grains, lika med 11,599 gram.